# 道格拉斯DC-8
道格拉斯DC-8，或称麦克唐纳·道格拉斯DC-8，是美國道格拉斯公司研製的四發動機大型噴氣式客機，1955年6月開始設計，1958年開始生產。
DC-8是1950年代波音707的最大竞争對手。DC-8於1972年停產，被更大的DC-10所取代。現時僅有的DC-8，多數都被改為貨機。由于DC-8-60系列和-70系列可运载的货物量较波音707稍多，仍有极少数更换引擎后的DC-8-60/-70在部分第三世界国家使用，而大多数国家的DC-8与波音707都因为高耗油和重污染等问题于2000年左右宣布退役，而2019─2022年的2019冠狀病毒病疫情，則進一步加速了這兩款機型的退役，噴射時代的經典對決，以波音的勝利告終。

## 種類

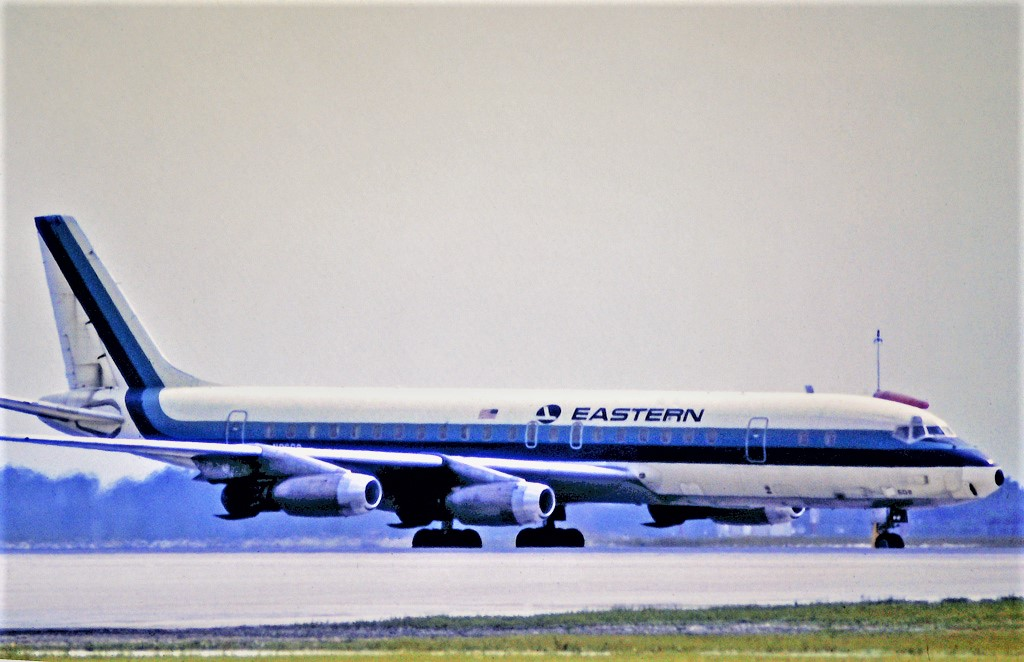
美國東方航空的DC-8-21

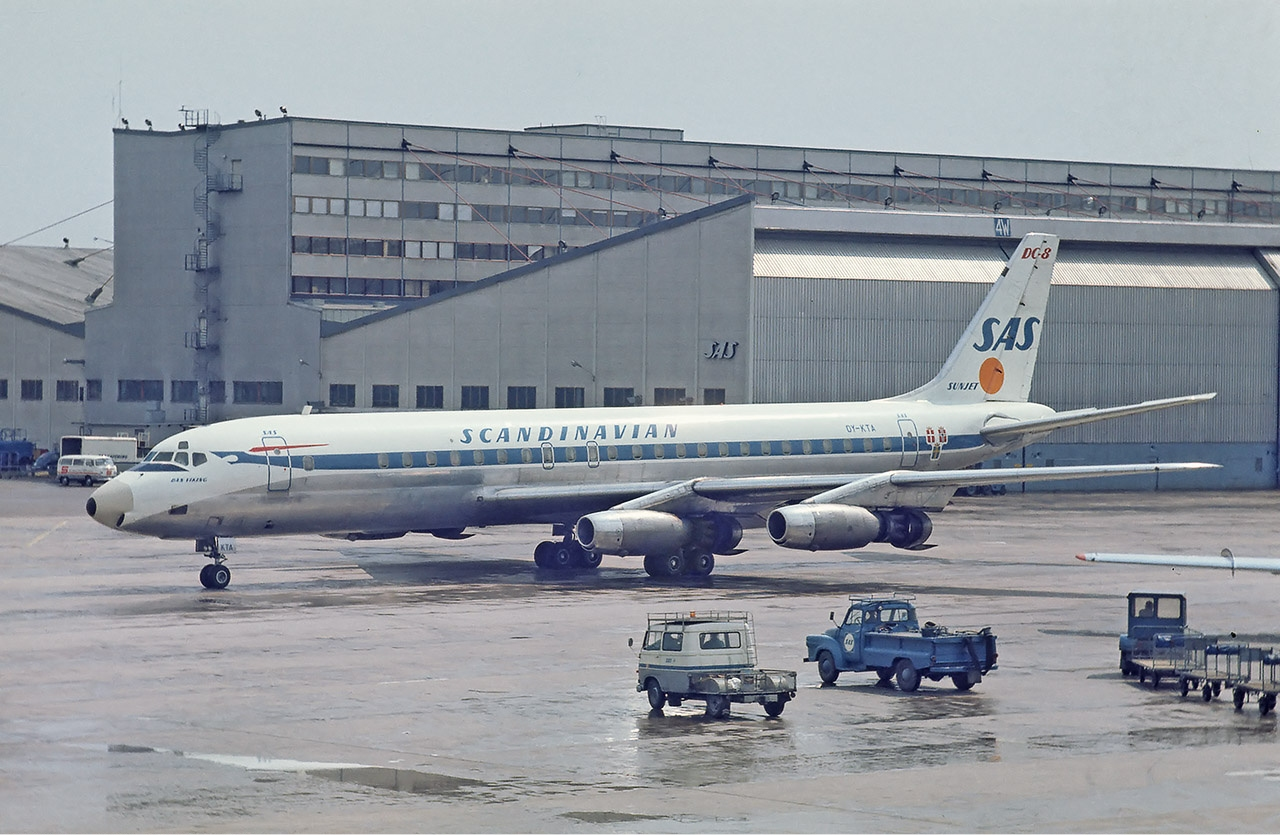
北歐航空的DC-8-33

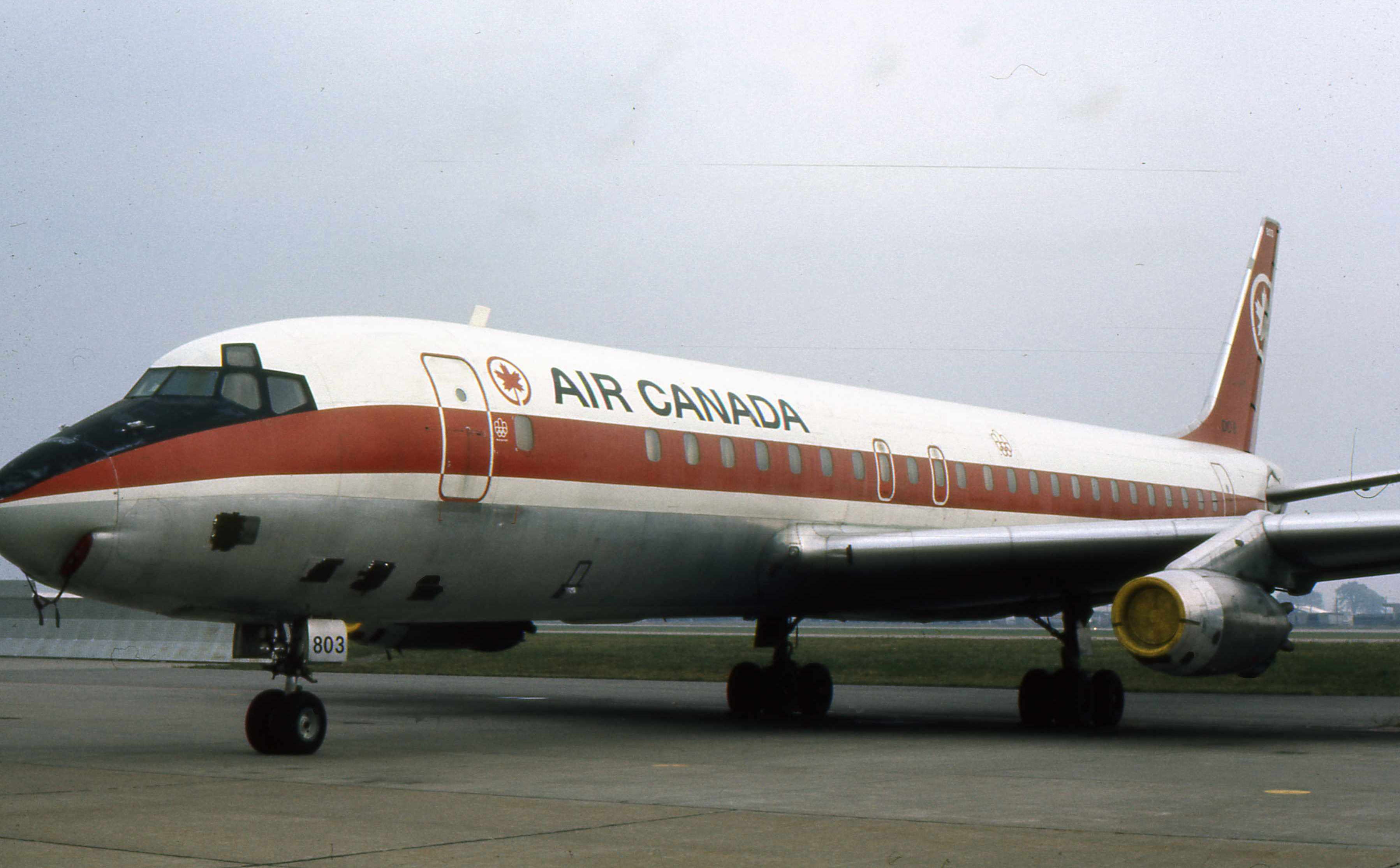
加拿大航空的DC-8-43

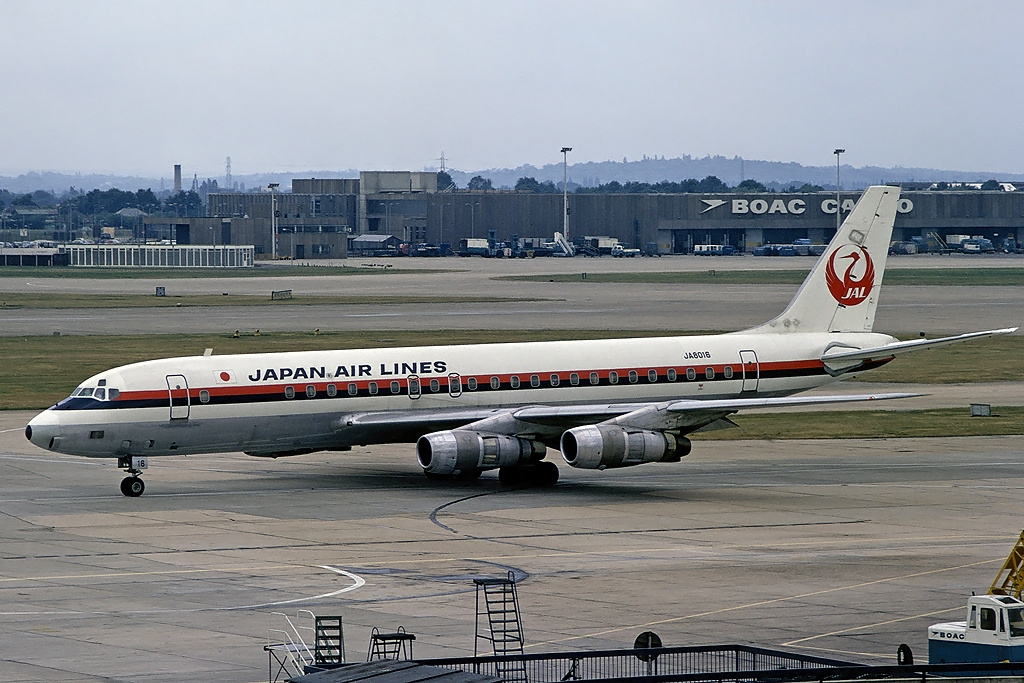
日本航空的DC-8-55；图中飛機（JA8016）曾於1972年執行田中角荣訪華專機任務

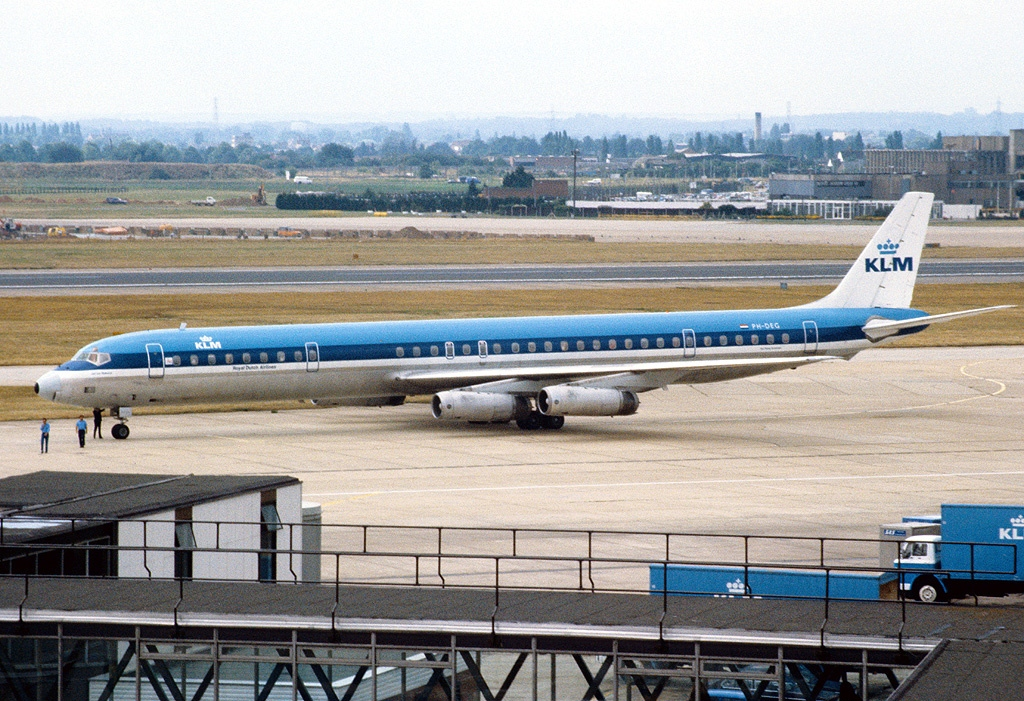
荷蘭皇家航空的DC-8-63

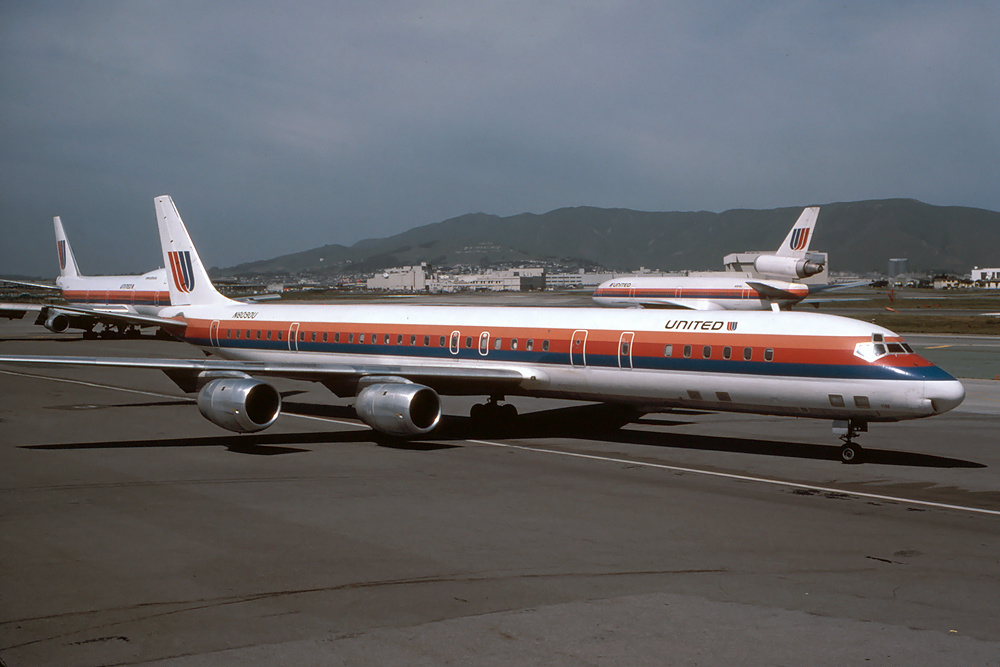
聯合航空的DC-8-71（使用CFM56引擎）

### DC-8-10
首架DC-8-10型在1958年出廠，DC-8-10型由四具普惠JT3C-6 渦輪噴射引擎推動，主要為美國本土研製，後來，DC-8-10的改進型，DC-8-11型，改良了機翼設計，而後來研製的DC-8-12型，就在11型基礎上改進，重新設計機翼翼梢和額外設備，DC-8-10型載客量為176名，起飛總載重為123噸，DC-8-10型共生產了28架。

### DC-8-20
DC-8-20型由四具普惠JT4A-3渦輪噴射引擎推動，而起飛總載重增加至125噸，共生產34架。

### DC-8-30
洲際型，該型也設計了三種不同型別，而各型燃料容量也增加了三分之一，30型由四具普惠JT4A-3渦輪噴射引擎推動，並且加強了機體和起落架。而DC-8-31則由四具普惠JT4A-9渦輪噴射引擎推動，起飛總載重為136噸，而DC-8-32則相似於31型，但起飛總載重提升至140噸。而DC-8-33則以JT4A-11渦輪噴射引擎推動，並且在機體內部作一些額外修改，且加強了起落架結構，起飛總載重提升至146噸，三種型別總共生產了57架。

### DC-8-40
遠程型，機體上和30型相似，但引擎方面則採用勞斯萊斯康威型渦輪扇引擎，且比30型較少噪聲和煙霧。勞斯萊斯康威型渦輪扇引擎的改善之處在於效率方面比它之前的普惠引擎高，但40型的銷售卻是很差，於是，在1961年推出了由四具普惠JT3D渦輪噴射引擎推動的40型飛機。而DC-8-41和DC-8-42將起飛總載重分別提升至136及140噸，而DC-8-43則重新設計機翼，且改良了尾翼設計，減少阻力，而新翼設計也改進了航程（比40型增加了8%），而巡航速度則提升多10浬（約19km/h）。三種型別總共生產了32架。

### DC-8-50
DC-8-40之縮短版，由四具普惠JT3D渦輪噴射引擎推動，而一部分早期的DC-8也轉換成這個標準。-50的三種改型，DC-8-51 、DC-8-52 和DC-8-53，全部有76.1kN推力之普惠JT3D-1 或80.6kN推力之普惠JT3D-3B引擎，而三型之的起飛重量分別為:126、138和142噸。1964年6月，DC-8-53推出了貨機版本，保留著普惠JT3D-3B引擎動力，但加強了飛機的結構和將起飛重量增加至147噸，共生產88架。

### DC-8-61
客艙加長11.18米，載客量259人。

### DC-8-62
超遠程型，航程達9,620公里。

### DC-8-63
改進氣動外形的-61型

### DC-8-63CF
遠程客貨混合型，1976年根據用戶的要求又將DC-8CF改成全貨運型DC-8F，可選用渦扇發動機或渦噴發動機。

### DC-8-71、-72及-73
各為DC-8-61、-62及-63的更換發動機改進型，可選用CFM56或JT3D渦扇發動機，更換發動機後飛機噪音大大降低，每架飛機平均每年節省燃油568萬升。

## 服役
截至2023年1月，全世界共有4架道格拉斯DC-8仍在服役：

 秘魯：（2）
- 天空巴士貨運航空（2×DC-8-73F）

 刚果民主共和国：（3）
- Transair貨運航空（3×DC-8-62HF）

 美国：（1）
- 撒馬利亞救援會（1×DC-8-72）

## 性能规格
| 机型               | -10/20                                                                | -30                                                       | -40/-43                                                               | -50/-55                                                                | -61/71                                                                | -62/72                                                                | -63/73                                                                |
| ------------------ | --------------------------------------------------------------------- | --------------------------------------------------------- | --------------------------------------------------------------------- | ---------------------------------------------------------------------- | --------------------------------------------------------------------- | --------------------------------------------------------------------- | --------------------------------------------------------------------- |
| 载客量             | 177人                                                                 | 177人                                                     | 177人                                                                 | 189人                                                                  | 269人                                                                 | 189人                                                                 | 259人                                                                 |
| 载货量             | 1,390立方英尺（39立方）                                               | 1,390立方英尺（39立方）                                   | 1,390立方英尺（39立方）                                               | 1,390立方英尺（39立方）                                                | 2,500立方英尺（71立方）                                               | 1,615立方英尺（45.7立方）                                             | 2,500立方英尺（71立方）                                               |
| 货机载货量         |                                                                       |                                                           |                                                                       | -50：9,310立方英尺（264立方） -55：9,020立方英尺（255立方）            | 12,171立方英尺（344.6立方）                                           | 9,737立方英尺（275.7立方）                                            | 12,830立方英尺（363立方）                                             |
| 货机业载           |                                                                       |                                                           |                                                                       | -50：88,022英磅（39,926） -55：92,770英磅（42,080）                    | -61：88,494英磅（40,140） -71：81,300英磅（36,900）                   | -62：91,440英磅（41,480） -72：90,800英磅（41,200）                   | -63：119,670英磅（54,280） -73：111,800英磅（50,700）                 |
| 翼展               | 142.4英尺（43.4）                                                     | 142.4英尺（43.4）                                         | 142.4英尺（43.4）                                                     | 142.4英尺（43.4）                                                      | 142.4英尺（43.4）                                                     | 148.4英尺（45.2）                                                     | 148.4英尺（45.2）                                                     |
| 长度               | 150.7英尺（45.9）                                                     | 150.7英尺（45.9）                                         | 150.7英尺（45.9）                                                     | 150.7英尺（45.9）                                                      | 187.4英尺（57.1）                                                     | 157.5英尺（48.0）                                                     | 187.4英尺（57.1）                                                     |
| 机身宽度           | 外侧：147英寸（373.4厘米）；内侧：138.25英寸（351.2厘米）             | 外侧：147英寸（373.4厘米）；内侧：138.25英寸（351.2厘米） | 外侧：147英寸（373.4厘米）；内侧：138.25英寸（351.2厘米）             | 外侧：147英寸（373.4厘米）；内侧：138.25英寸（351.2厘米）              | 外侧：147英寸（373.4厘米）；内侧：138.25英寸（351.2厘米）             | 外侧：147英寸（373.4厘米）；内侧：138.25英寸（351.2厘米）             | 外侧：147英寸（373.4厘米）；内侧：138.25英寸（351.2厘米）             |
| 最大起飞重量       | -10：273,000英磅（124,000） -20：276,000英磅（125,000）               | 315,000英磅（143,000）                                    | 315,000英磅（143,000）                                                | -50：315,000英磅（143,000） -55：325,000英磅（147,000）                | 325,000英磅（147,000） -F：328,000英磅（149,000）                     | 350,000英磅（160,000） -72F：335,000英磅（152,000）                   | 355,000英磅（161,000）                                                |
| 最大着陆重量       | 193,000英磅（88,000）                                                 | 207,000英磅（94,000）                                     | 207,000英磅（94,000）                                                 | -40：207,000英磅（94,000） -43：217,000英磅（98,000）                  | 240,000英磅（110,000）                                                | 240,000英磅（110,000）                                                | -63：258,000英磅（117,000） -73：275,000英磅（125,000）               |
| 货机最大着陆重量   |                                                                       |                                                           |                                                                       | 240,000英磅（110,000）                                                 | 258,000英磅（117,000）                                                | 250,000英磅（110,000）                                                | 275,000英磅（125,000）                                                |
| 最大无燃油重量     | -10：165,900英磅（75,300） -20：167,500英磅（76,000）                 | 178,200英磅（80,800）                                     | -40：177,100英磅（80,300） -43：178,200英磅（80,800）                 | -50：176,500英磅（80,100） -55：190,000英磅（86,000）                  | 224,000英磅（102,000）                                                | 195,000英磅（88,000）                                                 | -63：230,000英磅（100,000） -73：231,000英磅（105,000）               |
| 货机最大无燃油重量 |                                                                       |                                                           |                                                                       | 224,000英磅（102,000）                                                 | 234,000英磅（106,000）                                                | -62：230,000英磅（100,000） -72：231,000英磅（105,000）               | 261,000英磅（118,000）                                                |
| 运营空重 (lb)      | -10：119,797英磅（54,339） -20：123,876英磅（56,189）                 | 126,330英磅（57,300）                                     | -40：124,790英磅（56,600） -43：136,509英磅（61,919）                 | -50：124,800英磅（56,600） -55：138,266英磅（62,716）                  | -61：152,101英磅（68,992） -71：163,700英磅（74,300）                 | -62：143,255英磅（64,979） -72：153,200英磅（69,500）                 | -63：158,738英磅（72,002） -73：166,200英磅（75,400）                 |
| 货机运营空重       |                                                                       |                                                           |                                                                       | -50：130,207英磅（59,061） -55：131,230英磅（59,520）                  | -61：145,506英磅（66,000） -71：152,700英磅（69,300）                 | -62：138,560英磅（62,850） -72：140,200英磅（63,600）                 | -63：141,330英磅（64,110） -73：149,200英磅（67,700）                 |
| 最大燃料容量       | 17,550美制加侖（66,400公升）                                          | 23,393美制加侖（88,550公升）                              | 23,393美制加侖（88,550公升）                                          | 23,393美制加侖（88,550公升）                                           | 23,393美制加侖（88,550公升）                                          | 24,275美制加侖（91,890公升）                                          | 24,275美制加侖（91,890公升）                                          |
| 发动机             | -10：普惠JT3C-6 -20：普惠JT4A-3/5/9/10 涡喷                           | 普惠JT4A -3/5/9/10/11/12 涡喷                             | RCo.12 涡扇                                                           | 普惠JT3D-3 涡扇                                                        | 超级60：P&W JT3D-3B 超级70：CFM56-2 涡扇                              | 超级60：P&W JT3D-3B 超级70：CFM56-2 涡扇                              | 超级60：P&W JT3D-3B 超级70：CFM56-2 涡扇                              |
| 巡航速度           | 0.82馬赫（556英里每小時；895每小時）                                  | 0.82馬赫（556英里每小時；895每小時）                      | 0.82馬赫（556英里每小時；895每小時）                                  | 0.82馬赫（556英里每小時；895每小時）                                   | 0.82馬赫（556英里每小時；895每小時）                                  | 0.82馬赫（556英里每小時；895每小時）                                  | 0.82馬赫（556英里每小時；895每小時）                                  |
| 航程               | -10：3,760海里（6,960；4,330英里） -20：4,050海里（7,500；4,660英里） | 4,005海里（7,417；4,609英里）                             | -40：5,310海里（9,830；6,110英里） -43：4,200海里（7,800；4,800英里） | -50：5,855海里（10,843；6,738英里） -55：4,700海里（8,700；5,400英里） | -61：3,200海里（5,900；3,700英里） -71：3,500海里（6,500；4,000英里） | -62：5,200海里（9,600；6,000英里） -72：5,300海里（9,800；6,100英里） | -63：4,000海里（7,400；4,600英里） -73：4,500海里（8,300；5,200英里） |
| 货机航程           |                                                                       |                                                           |                                                                       | -55：3,000海里（5,600；3,500英里）                                     | -61：2,300海里（4,300；2,600英里） -71：2,900海里（5,400；3,300英里） | -62：3,200海里（5,900；3,700英里） -72：3,900海里（7,200；4,500英里） | -63：2,300海里（4,300；2,600英里） -73：2,900海里（5,400；3,300英里） |

## 事故
截至2011年5月，道格拉斯DC-8發生140件事故，包括83次全毁事故，造成2,256人死亡。DC-8發生46次劫機事件，造成2人死亡。
- 1960年12月16日，由芝加哥飛往紐約的聯合航空826號班機（DC-8-11，註冊編號N8013U）在紐約史泰登岛上空與環球航空266號班機（洛克希德L-1049，註冊編號N6907C）相撞，造成兩機合共128人全部遇難。
- 1961年4月24日晚，日本航空811號班機[8]為一架編號為JA8003的DC-8-32，在從舊金山經檀香山飛抵東京時，在東京國際機場滑出跑道，機頭折斷。該機後來被運往道格拉斯工廠修復，1963年2月重新投入運營，編號改為JA8008。
- 1962年7月7日，意大利航空771號班機（英语：Alitalia Flight 771）（DC-8-43，註冊編號I-DIWD）在孟買東北84公里處撞山墜毀，造成機上94人全部遇難。
- 1963年11月29日，環加拿大航空831號班機（DC-8-54CF，註冊編號CF-TJN）在魁北克省發生故障墜毀，機上118人全部遇難。
- 1966年3月4日，加拿大太平洋航空402號班機（DC-8-43，註冊編號CF-CPK）由香港飛往溫哥華，在降落東京國際機場時墜毀，僅8名乘客生還，其餘64人全部死亡。
- 1968年11月22日，日本航空2號班機（DC-8-62，註冊編號JA8032）在由東京飛往舊金山時因機長操作失誤而在舊金山灣迫降，機上107人無一死亡。飛機於事發55小時後被拖回地面，次年3月31日重新投入運營。
- 1969年1月13日，北歐航空933號班機（DC-8-62，註冊編號LN-MOO）在洛杉磯國際機場降落時因機組人員急於排查起落架燈泡故障而墜海，造成15人死亡。
- 1970年7月5日，加拿大航空621號班機（DC-8-63，註冊編號CF-TIW）因擾流板過早打開而在加拿大布蘭普頓墜毀，導致機上109人全部遇難。
- 1970年9月6日，瑞士航空100號班機（DC-8-53，註冊編號HB-IDD）被解放巴勒斯坦人民陣線劫持至道森機場，其後被炸毀，機上152人被釋放。
- 1972年5月5日，意大利航空112號班機（英语：Alitalia Flight 112）（DC-8-43，註冊編號I-DIWB）在巴勒莫撞山墜毀，機上115人全部遇難。
- 1972年6月14日，日本航空471號班機（DC-8-53，註冊編號JA8012）在德里因機組人員未能正確執行降落程序墜毀，導致機上82人遇難，5人受傷，地面亦有3人死亡。
- 1972年9月24日，日本航空472號班機（DC-8-53，註冊編號JA8013）在孟買機場衝出跑道，但無人死亡。
- 1972年11月28日，日本航空446號班機（DC-8-62，註冊編號JA8040）在莫斯科谢列梅捷沃国际机场起飛時因擾流板突然打開而墜毀，導致62人死亡，14人受傷。
- 1974年12月4日，馬丁航空138號班機（DC-8-55F，註冊編號PH-MBH）為代加魯達印尼航空營運的朝覲包機，在斯里蘭卡馬斯凱利耶墜毀，機上191人全部遇難。
- 1976年10月6日，古巴航空455號班機（英语：Cubana de Aviación Flight 455）（DC-8-43，註冊編號CU-T1201）在巴巴多斯上空發生炸彈爆炸，機上78人全部死亡。
- 1977年1月13日，日本航空貨運1045號班機（英语：Japan Air Lines Cargo Flight 1045）（DC-8-62AF，註冊編號JA8054）在泰德·史蒂文斯安克雷奇國際機場起飛時墜毀，導致機上5人全部遇難，後經調查，機長醉酒駕機引發了這次事故。
- 1977年4月18日，菲律賓航空421號班機（DC-8-53，註冊編號RP-C803）在東京國際機場起飛時因升降舵故障墜毀，無人死亡。
- 1977年9月27日，日本航空715號班機（DC-8-62，註冊編號JA8051）在吉隆坡墜毀，導致34人遇難。
- 1977年9月28日，日本航空472號班機（DC-8-62，註冊編號JA8033）由巴黎飛往東京，途中被日本赤軍的5名成員劫持至達卡，其後先後飛往科威特城、大馬士革及阿爾及爾，機上人員先後獲釋。
- 1978年11月15日，冰島航空001號班機（DC-8-63CF，註冊編號TF-FLA）在斯里蘭卡墜毀，導致機上183人死亡，32人受傷。
- 1978年12月28日，聯合航空173號班機（DC-8-61，註冊編號N8082U）在波特兰国际机场附近因燃料耗盡墜毀，導致10人死亡，24人受傷。
- 1979年10月8日，瑞士航空316號班機（英语：Swissair Flight 316）（DC-8-62，註冊編號HB-IDE）在雅典墜毀，導致14人死亡，10人受傷，而其中一名乘客行李中的钚給搜救者造成了潛在的核洩漏恐慌。
- 1982年2月9日，日本航空350號班機（DC-8-61，註冊編號JA8061）因機長蓄意打開推力反向器而墜毀於東京灣，導致24人死亡。
- 1982年9月17日，日本航空792號班機（DC-8-61，註冊編號JA8048）在上海虹橋國際機場起飛時發生液壓系統故障，返航時衝出跑道，導致27人受傷，涉事客機後來在上海被用作科普宣傳展品。
- 1985年12月12日，飛箭航空1285號班機（DC-8-63CF，註冊編號N950JW）在紐芬蘭墜毀，機上256人全部遇難。
- 1989年6月7日，蘇里南航空764號班機（DC-8-62，註冊編號N1809E）在帕拉馬里博墜毀，導致176人（包括18名蘇里南籍足球運動員）遇難，11人受傷。
- 1991年7月11日，尼日利亞航空2120號班機（DC-8-61，註冊編號C-GMXQ）在吉達墜毀，機上261人全部遇難。
- 1993年8月18日，美國國際航空808號班機（英语：American International Airways Flight 808）在古巴關塔那摩灣降落時，機師為了對準並降落10號跑道，由南向北右轉進場，但導致了飛機姿態不穩墜毀，機上3名機組人員生還。事故中飛行員失誤導致飛機墜毀，而機師疲勞駕駛及航空公司編更安排亦需負上一定責任。

- 1995年2月16日，國際空運782號班機在堪薩斯城起飛失敗而墜毀，機上3名機組人員全部遇難。原因是這架DC-8當天起飛時4個引擎中有1個故障，機組卻未接受完整的三引擎起飛訓練，並使用了錯誤的計算方式，得出過低的起飛決斷速度(V1)；此外，機組當天亦未得到充分休息。報告亦指責美國聯邦航空管理署(FAA)對航空公司的管理鬆散，間接釀成此次空難。

- 1997年8月7日，芬恩航空101號班機在當地時間下午12點36分原定飛往聖多明哥，但在從邁阿密國際機場起飛不久後便墜毀在離跑道盡頭外約300呎的位置，原因為貨物超載以及在裝貨時未妥善分配貨物在飛機上各個位置的重量(將重物往機尾移動)，導致飛機重心向後偏移，最後在起飛時因仰角過大而失速，一共造成5人罹難(3名機組人員、1名機上保安人員、1名在停車場的男子)。
- 2000年2月16日，埃默里世界航空17號班機原定從沙加緬度飛往代頓，因維修不當導致升降舵螺絲鬆動導致起飛後失去俯仰控制墜毀，機上3名機組人員全部遇難。